# Synco 85-89 Volume 1
Synco 85-89 Volume 1 is een verzamelalbum van Synco. Tot dan toe had de muziekgroep hun muziek uitgebracht op muziekcassettes en ze moesten ze zelf aan de man brengen. Het verzamelalbum werd uitgebracht door Syngate dat wel compact discs levert al is het ook vaak via cd-r (compact disc on command). Op het album is te beluisteren hoe de toen analoge synthesizers zich ontwikkelden vanuit het typisch jaren 80 wat schrille geluid tot een vollere klank

## Musici
- Frank Klare, Mirko Lüthge – synthesizers, elektronica

## Muziek
| Nr. | Titel                                                | Duur  |
| --- | ---------------------------------------------------- | ----- |
| 1.  | Silent water (van Kaskade)                           | 2:13  |
| 2.  | Through rhythmic spheres (van Kaskade)               | 4:57  |
| 3.  | Inside (van Kaskade)                                 | 4:28  |
| 4.  | Mysterious invention I (van Synthasia)               | 14:18 |
| 5.  | Mysterious invention II (van Synthasia)              | 5:12  |
| 6.  | Medisizer (van Motodron)                             | 3:47  |
| 7.  | Springtime (van Motodron)                            | 3:53  |
| 8.  | Shadowdance (van Motodron)                           | 5:11  |
| 9.  | Meditation (remix van Motodron)                      | 3:50  |
| 10. | Skydiver (remix van Motodron)                        | 5:06  |
| 11. | Timebreaker (remix van Motodron)                     | 3:16  |
| 12. | Visions in the silver mountains (remix van Motodron) | 3:28  |
| 13. | Third light (remix van Motodron)                     | 4:05  |
| 14. | Synthesis (remix van Motodron)                       | 5:09  |